# 頓國
頓國，是西周初期的一个重要的诸侯国，被封於今河南省項城市、商水縣界。此國與陳國、項國、沈國、蔡國和胡國等相鄰，在前496年因不敵楚國而被其所滅。

## 歷史
- 周室滅商後，周武王為了震懾商民舊族，因此分封了頓、沈、項、息、番、蔡、道、蔣、曾、唐等諸多姬姓小國，並作為西周在南方的屏障。
- 其後，頓國被陳國的壓迫下，被迫南奔楚國。
- 前496年（周敬王二十四年、鲁定公十四年、晋定公十六年、楚昭王二十年、陈闵公六年），楚昭王滅頓、胡。顿国原来是楚国的属国，前496年春，顿国国君顿子牂想要背叛楚国事奉晋国，并且断绝和亲楚的陈国的友好关系。二月，楚国发兵攻打顿国，联合陈国，灭亡了顿国。